# Mosvik
Mosvik är en kyrkby och tidigare tätort i Inderøy kommun i Trøndelag fylke i mellersta Norge. Orten ligger där fylkesväg 755 möter fylkesväg 6920, på norra/västra sidan av Trondheimsfjorden. Här finns Mosviks kyrka
Orten har tidigare utgjort centralort dåvarande Mosvik og Verrans kommun samt därefter i dåvarande Mosviks kommun i Nord-Trøndelag fylke.
Sedan 2024 räknas orten inte längre som en tätort.

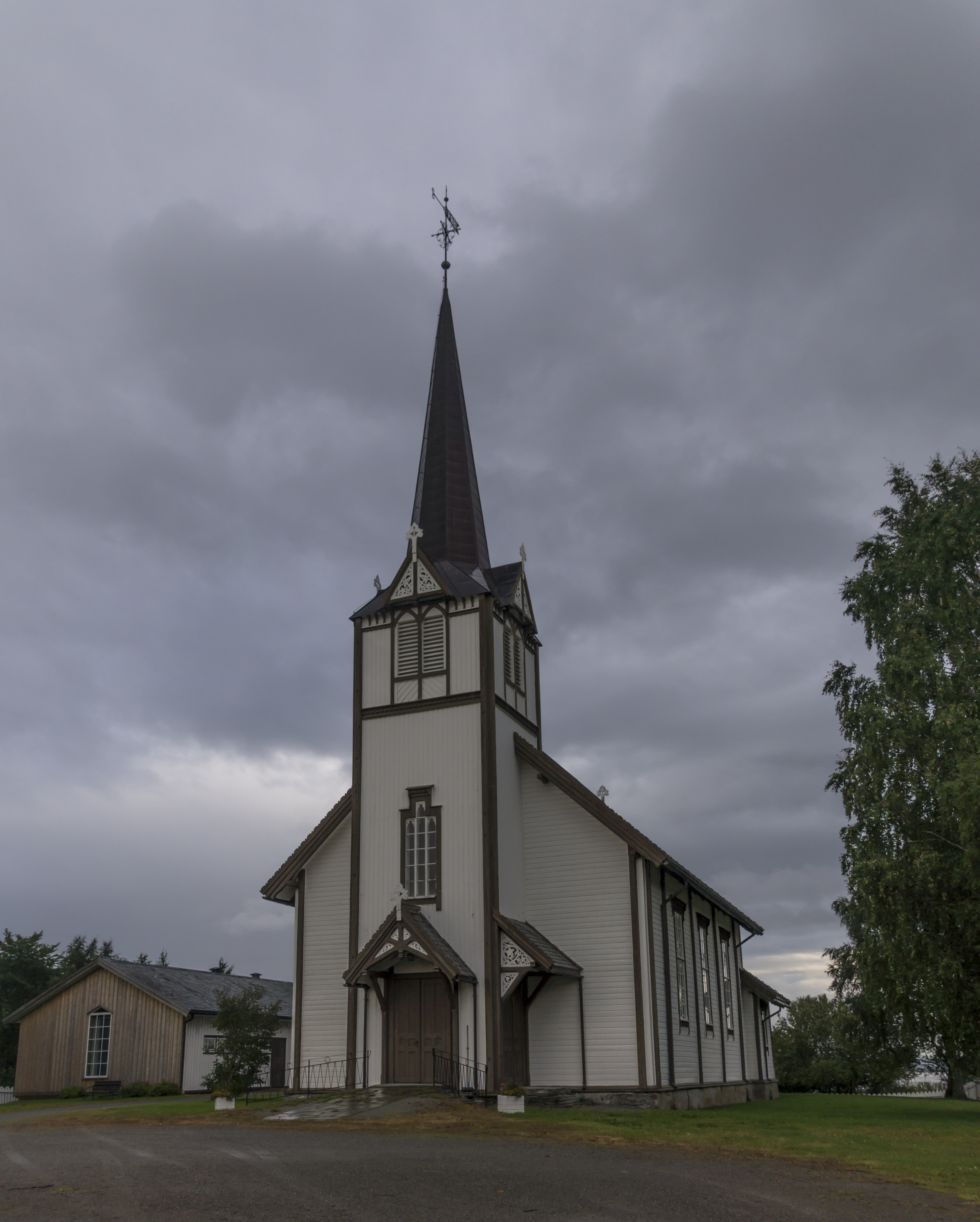
Mosviks kyrka.